# 폴스키에 라디오
폴스키에 라디오 (Polskie Radio SA, PR SA, 폴란드 라디오)는 폴란드의 국립 라디오 방송국이다.

## 역사
폴란드의 첫 라디오 방송국은 1925년 2월 1일에 바르샤바에서 시험 방송을 한 것이 시작이었다. 이후 1926년 4월 18일에 바르샤바에서 정식으로 '폴스키에 라디오'가 출범하였다. 이후 8개 지역의 방송국이 추가로 개국하였다. 1931년에는 유럽 최대 출력의 장파 송신기를 통해 방송하였다. 그러나 제2차 세계 대전때 독일군의 침공으로 1939년에 파괴되었다.
전쟁 이후 다시 방송이 재개 되었고, 1953년에 텔레비전이 개국하면서 'Polskie Radio i Telewizja(PRT)'로 바뀌었다. 1992년에는 텔레비전 방송 사업자가 TVP로 분리되었고, 1993년에는 유럽 방송 연맹에 가입하였다.

## 채널 목록

### 아날로그 겸용
- Program I (Jedynka) : 정보 및 대중 음악 채널 : 장파 225 kHz, FM, DAB+ 및 인터넷[1]
- Program II (Dwójka) : 클래식 및 문화 채널 : FM, DAB+, 인터넷[2]
- Program III (Trójka) : 재즈,록 등의 음악 채널 : FM, DAB+, 인터넷[3]
- Polskie Radio 24 : 뉴스 채널 : FM, DAB, 인터넷[4]
- Polskie Radio dla Zagranicy : 국제 방송. 2007년까지 라디오 폴란드라고 불렀다. 벨라루스어, 영어, 독일어, 히브리어, 폴란드어, 러시아어, 우크라이나어를 제공한다. : 장파, 중파, 위성, DAB, 인터넷[5]

### 디지털 전용
- Program IV (Czwórka) : 청소년 중심 채널 : DAB+, 인터넷[6]. 2016년 9월 1일까지는 FM으로도 방송했다.
- Polskie Radio Chopin

이외에 17개 지역의 지역 방송을 거느리고 있다.